# Julius Vollmer
Julius Vollmer mit bürgerlichem Namen Julius-Andreas Szabó von Szathmáry (* 15. Februar 1927 in Timișoara (deutsch Temeswar), Königreich Rumänien; † 23. Juli 2014 in Freiburg im Breisgau) war ein deutscher Schauspieler, Mitbegründer des Deutschen Staatstheaters Timișoara. Das Freiburger Stadttheater inszenierte 2012 sein Leben in dem Stück „Liebesgrüße aus Temeswar“.

## Leben und Wirken
Julius Vollmer wurde als Sohn der Banater Schwäbin Amalia Vogel und des ungarischen Adeligen aus Siebenbürgen, Julius Szabó von Szathmáry, in der Timișoaraer Stadtteil Elisabetin (deutsch Elisabethstadt) geboren.
Er besuchte das Nikolaus-Lenau-Lyzeum in Timișoara und legte 1946 am dortigen Piaristengymnasium das Abitur ab. Vollmer studierte fünf Semester Medizin und vier Semester Biologie an der Babeș-Bolyai-Universität Cluj, wurde aber wegen seiner kritischen Haltung gegenüber den kommunistischen Machthabern Anfang der 1950er Jahre exmatrikuliert. Danach absolvierte er ein Studium an der Musikfachschule Timișoara für Gesang und Schauspiel. 1953 stand er zum ersten Mal auf der Bühne des Deutschen Staatstheaters in Timișoara (DSTT), dessen Mitbegründer er war. Auf Anraten des Dramaturgen legte er sich später den Künstlernamen Julius Vollmer zu. Ende der 1950er Jahre wurde Vollmer des Theaters verwiesen. Als ausgebildeter Bass schloss er sich dem Chor der Banater Philharmonie an und schlug sich als Begräbniskantor oder Akkordeonstimmer durch.
Am DSTT spielte er über 100 Rollen. Bevor er 1983 nach Deutschland ausreiste, spielte er in: Laubes „Die Karlsschüler“, Molières „Der eingebildete Kranke“, Goethes „Iphigenie auf Tauris“, „Egmont“ und „Urfaust“, Nestroys „Lumpazivagabundus“, Shakespeares „Romeo und Julia“, Schillers „Maria Stuart“, Ibsens „Peer Gynt“, Försters „Alt-Heidelberg“, Goldonis „Diener zweier Herren“ und Schillers „Wilhelm Tell“. Dank seiner gesanglichen Fähigkeiten spielte er in vielen bunten Abenden und musikalischen Aufführungen des Theaters, wie Lachen ist gesund, Sonne im Herzen.
Einen Höhepunkt seiner Karriere erreichte Vollmer 1978, als er im Jubiläumsjahr des Deutschen Staatstheaters Timișoara in Wampilows Schauspiel „Der ältere Sohn“ als Sarafanow auftrat. In Victor Eftimius „Der Vagabund“ errang er einen Prestigeerfolg als Apotheker. Auch in den Bühnenaufführungen seiner Banater Landsleute hatte sich Vollmer ausgezeichnet, wie etwa in dem Bauerndrama von Ludwig Schwartz „Matthias Till“ (1977) oder in Hans Kehrers „Narrenbrot“ (1974). Auch in modernen Stücken feierte Vollmer Erfolge, besonders wenn auch seine Gesangsqualitäten zum Tragen kamen. Bei der Premiere von Mischa Spolianskys und Georg Kaisers „Zwei Krawatten“ beeindruckte er mit anspruchsvollen Gesangseinlagen.
1981 wurde er wegen seines Ausreiseantrags entlassen, durfte aber zwei Jahre später nach Deutschland ausreisen. Von 1983 bis 1987 hatte er ein Gastengagement am Theater Basel, wo er unter anderem in Dürrenmatts „Der Besuch der alten Dame“ mitwirkte.
Von 1987 war er Ensemblemitglied am Theater Freiburg. Hier spielte er in mehr als hundert Rollen, wie zum Beispiel in „Prinz Gaudimax“ (1999) oder in Donizettis „Don Pasquale“ (1997).
Mit „Liebesgrüße aus Temeswar“ inszenierte das Stadttheater Freiburg das Leben des Schauspielers und Ensemblemitglieds Julius Vollmer. Die Theaterleute in Freiburg empfanden das Leben Vollmers als so „exemplarisch zwischen den Diktaturen, Ideologien und Identitäten“, dass sich Regisseur Klaus Gehre und die Dramaturgin Heike Müller-Merten auf Spurensuche nach Timișoara begaben. Regisseur und Dramaturgin folgten mit Kamera und Diktiergerät den Spuren ihres Kollegen Vollmer durch Timișoara. Sie begaben sich auf Friedhöfe, wo sich der arbeitslose Vollmer als Sänger auf Beerdigungen verdingt hatte, oder zu seinem Elternhaus, wo sich 1945 der junge Vollmer im Garten vor der großväterlichen Holzhandlung in einem Erdloch versteckt hatte, um der Deportation in die Sowjetunion zu entgehen. In dem daraus resultierten Stück „Liebesgrüße aus Temeswar“ spielte sich Vollmer 2012 selbst. Es war seine letzte Rolle.
Vollmer wurde 2014 auf dem Hauptfriedhof Freiburg im Breisgau beigesetzt.

## Publikationen
- „Ich bin die Rolle. Erinnerungen eines Schauspielers“, Vollmers Memoiren, erschienen als 2012 Band 24 der Reihe „Banater Bibliothek“ der Landsmannschaft der Banater Schwaben, München 2013, ISBN 3-922979-68-8

## Rezeption
Die Badische Zeitung schrieb in ihrem Nachruf: „Das Theater hat ihm die Welt bedeutet – und er betrachtete sich stets als "Diener des Zuschauers"“.
Der befreundete Schauspieler Ueli Schweizer erinnerte sich: „Julius Vollmer war ein unglaublich gebildeter Mensch“ […] „mit einem großen, kulturellen Hintergrund“. „In „Michael Kohlhaas“ und „Der Process“ spielte er herausragend.“
Ullo von Peinen, Schauspieler: "Meine letzten Begegnungen fanden vor allem bei ihm zu Hause statt. Weit über 80 war er auf Pflege angewiesen und einige Kollegen kümmerten sich regelmäßig um ihn. So besuchte auch ich ihn öfters. Und dann fragte er: „Lieber Freund, was hast Du mir heute mitgebracht?“, womit er meinte: „Was liest Du mir vor?“ Was auch immer ich im Gepäck hatte, die Art, wie er sich auf das gesprochene Wort konzentrierte, machte mir von Mal zu Mal größeren Eindruck. Seine Bildung, sein ungeheures Gedächtnis, seine Sensibilität der Sprache gegenüber füllten ihn in diesen Momenten ganz aus."
Die Dramaturgin Heike Müller-Maertens meinte: „Julius Vollmer war ein sehr nobler Mensch, der, trotz der Entwürdigung zweier Diktaturen, sich seine Würde nicht nehmen ließ. Er hat seinen Mitmenschen viel Liebe gegeben, die er selbst auch gebraucht hat. Er ließ es zu, dass andere Einblicke in seine Geschichten bekommen.“
Julius Vollmer sagte über sich, er sei ein "wandelndes europäisches Schicksal".